# Clyde Hart (allenatore)
Clyde Hart (Arkansas, 1935) è un allenatore di atletica leggera statunitense.
È stato il direttore della sezione di atletica leggera della squadra universitaria Baylor Bears dal 1964 al 2005, nonché l'allenatore di Michael Johnson, Jeremy Wariner, Darold Williamson, Gregory Haughton e Sanya Richards-Ross.